# Oil Can Boyd
Pour les articles homonymes, voir Boyd.
Dennis Ray Boyd, surnommé Oil Can Boyd, né le 6 octobre 1959 à Meridian, Mississippi, États-Unis, est un ancien lanceur droitier au baseball.
Il a joué de 1982 à 1991 dans les Ligues majeures de baseball pour les Red Sox de Boston, les Expos de Montréal et les Rangers du Texas.

## Carrière

### Ligues majeures
Oil Can Boyd a fait ses débuts à Boston en 1982 et lancé près de dix saisons complètes dans les ligues majeures comme lanceur partant.
Entre 1984 et 1986, il remporte 43 victoires pour les Red Sox et complète 33 parties. En 1985, il remporte 15 parties et lance un sommet personnel de 13 matchs complets. C'est en 1986 qu'il établit son record personnel de victoires, avec un dossier de 16-10. Il entreprend aussi un match en Série mondiale 1986 contre les Mets de New York.
Signé comme agent libre par Montréal, il connaît une bonne saison en 1990, avec une fiche de 10-6 en 31 départs. Il affiche sa meilleure moyenne de points mérités (2,93) en carrière. En 1991, les Expos l'échangent aux Rangers du Texas à la mi-saison, en retour des lanceurs Jonathan Hurst et Joey Eischen. 
Oil Can Boyd a pris sa retraite à l'issue de la saison 1991, alors que des caillots de sang dans le bras droit eurent mis fin à sa carrière.
Il tente un retour dans les majeures en 1995 comme joueur de remplacement pendant la grève du baseball majeur mais n'apparaît dans aucun match régulier après que le conflit eut été réglé.
En février 2009, Oil Can Boyd annonce son intention de sortir de sa retraite et de tenter, à l'âge de 49 ans et 18 ans après son dernier match, un retour dans les majeures. La chose ne se concrétise toutefois pas.
En février 2012, Boyd admet sur les ondes d'une radio de Boston avoir consommé de la cocaïne durant la majorité de sa carrière et d'avoir joué sous l'influence de celle-ci dans « tous les stades » de baseball des majeures. Il dit n'avoir jamais été soumis à un test de dépistage durant cette période et croit qu'il aurait pu remporter 150 matchs s'il s'était tenu loin de la cocaïne.

### Autres
Dans les années 1990 et années 2000, Oil Can Boyd a lancé dans des ligues à Porto Rico et au Mexique ainsi que dans la Ligue Northern de baseball.
En 2005, il effectue un retour au jeu pour le Brockton Rox de la Ligue Can-Am de baseball.
Boyd a formé en 2007 les Oil Can Boyd's Traveling All-Stars, une équipe de baseball composée d'anciens joueurs, notamment Bill "Spaceman" Lee, qui dispute des parties amicales à travers l'Amérique du Nord dans le but de faire mieux connaître l'héritage de la Ligue des Noirs, autrefois composée de joueurs de baseball Afro-Américains victimes de la ségrégation raciale.